# Dietzhölztal
Dietzhölztal – miejscowość i gmina w Niemczech, w raju związkowym Hesja, w rejencji Gießen, w powiecie Lahn-Dill.